# Dschihad – das Musical
Dschihad – das Musical (engl. Originaltitel: Jihad: The Musical) ist ein Musical, das in englischer Sprache beim schottischen Edinburgh Festival Fringe Anfang August 2007 uraufgeführt wurde. Das Stück mit der Dauer von ca. 75 Minuten nimmt in ironischer Form Bezug auf den islamisch geprägten Terrorismus (siehe auch Dschihad). Es sorgte schon vor der Premiere für öffentliche Proteste, nachdem kurz zuvor in der nahegelegenen schottischen Stadt Glasgow Bombenanschläge stattgefunden hatten, die ebenfalls islamistischen Attentätern zugeschrieben wurden.
Im Mittelpunkt der Handlung steht der afghanische Bauer Sayid, der von einer Terrorgruppe zur Durchführung eines Anschlags bewegt werden soll. Eine sensationslüsterne Fernsehreporterin erfährt davon und versucht es einzurichten, dass sie als erste von dem erwarteten Bombenattentat berichten kann.  
Der Hit des Musicals ist der Song des Schurken Hussein Al Mansour I wanna be like Osama (Ich will wie Osama sein), gesungen von Sorab Wadia. Der Text nimmt Bezug auf den saudi-arabischen Terroristenführer Osama bin Laden. Das Lied wurde von den Musical-Produzenten auf der Internet-Videoplattform YouTube veröffentlicht und erreichte dort nach wenigen Tagen über 100.000 Abrufe.
Produzent des Musicals ist James Lawler, Komponist ist Ben Scheuer.